# The Coasters
The Coasters je americká rhythm and bluesová a rock and rollová hudební skupina založená v polovině 50. let 20. století v Los Angeles v Kalifornii. V roce 1987 byli uvedeni do Rock and Roll Hall of Fame. Jejich písně zazněly v počítačové hře Mafia II.